# Kanton Groot-Sinten
Kanton Groot-Sinten (Frans: Canton de Grande-Synthe) is een kanton van het Franse Noorderdepartement. Het kanton maakt deel uit van het arrondissement Duinkerke. In 2015 is een deel van het kanton overgegaan naar het nieuw gevormde kanton Duinkerke-1.

## Gemeenten
Het kanton Groot-Sinten omvat de volgende gemeenten:
- Broekburg (Frans: Bourbourg)
- Broekkerke (Frans: Brouckerque)
- Drinkam (Frans: Drincham)
- Duinkerke (gedeeltelijk), het deel tussen de gemeenten Groot-Sinten, Spijker en Loon
- Groot-Sinten (Frans: Grande-Synthe)
- Grand-Fort-Philippe
- Grevelingen (Frans: Gravelines)
- Kapellebroek (Frans: Cappelle-Brouck)
- Kraaiwijk (Frans: Craywick)
- Loberge (Frans: Looberghe)
- Loon (Frans: Loon-Plage)
- Pitgam
- Sint-Joris (Frans: Saint-Georges-sur-l'Aa)
- Sint-Pietersbroek (Frans: Saint-Pierre-Brouck)